# Bitwa o Ciudad Bolívar
Bitwa o Ciudad Bolívar – starcie zbrojne, które miało miejsce 20 lipca 1903 roku w trakcie wojny domowej w Wenezueli.
W roku 1902 doszło do wybuchu powstania opozycji skierowanego przeciwko dyktatorowi Wenezueli Cipriano Castro Ruizowi. Obie strony posiadając niewielkie siły, skupiły się na prowadzeniu tzw. małej wojny. 21 kwietnia 1903 r. powstańcy pod wodzą generała Matosa pobili wojska rządowe pod El Guapo, San Felipe oraz Moron. Utracili jednak miasto Barquisimeto w którym broniło się 2 000 rebeliantów. Po tej porażce generał Matos zbiegł na wyspę Curaçao. Ostatnim punktem oporu stało się Ciudad Bolívar (Angostura). 20 lipca 1903 r. miasto zostało ostrzelane przez flotę rządową a następnie zaatakowane przez 2 100 żołnierzy rządowych pod wodzą generała Juana Gómeza. Zacięte walki uliczne trwające 3 dni zakończyły się porażką powstańców, którzy stracili 200 zabitych. Straty wojsk rządowych wyniosły 100 zabitych.